# جون إروين هاتشينسون
جون إروين هاتشينسون (بالإنجليزية: John Irwin Hutchinson)‏ هو أستاذ جامعي ورياضياتي أمريكي، ولد في 12 أبريل 1867 في بانجور في الولايات المتحدة، وتوفي في 1 ديسمبر 1935.